# 歪んだ星座 受験戦争連続殺人
『歪んだ星座 受験戦争連続殺人』（ゆがんだせいざ じゅけんせんそうれんぞくさつじん）は、1979年にテレビ朝日系「土曜ワイド劇場」で放送されたテレビドラマ。主演は緒形拳。

## キャスト
- 宮坂（湘南警察署部長刑事） - 緒形拳
- 江森明子（OL） - 原田美枝子
- 宮坂悦子（宮坂の妻） - 日色ともゑ
- 東京進学塾塾長 - 草薙幸二郎
- 遠藤恭介（原の同級生） - 吉田次昭
- 家相正満（家相の息子） - 佐藤宏之
- 宇野光夫（バーテン） - 冷泉公裕
- 原克也（東大生） - 西塚肇
- 家相の妻 - 星野晶子
- 明子の母 - 志賀真津子
- 原の母 - 橘田良江
- 湘南警察署刑事課長 - 入江正徳
- 湘南警察署刑事 - 井上三千男
- 検視官 - 伊藤正博
- 家相正一郎（三和物産経営企画次長） - 岸田森
- 宮坂章一（宮坂の息子） - 中村英生
- 明子の弟 - 中野宣之
- 明子の父 - 高木信夫
- 前島（県警警部） - 佐野浅夫
- 堀井（湘南警察署刑事） - 森田健作
- 中西真由美、小林雪子、伊藤晶子、江尻光子、岡本忠幸、城戸卓、沖秀一、羽生昭彦、今井健太郎、野上裕、滝坂裕二、佐藤淳一、松村正弘、多摩美、平田京子、森田信江、朝霧友香、山口みやび、劇団東俳、若プロダクション

## スタッフ
- 原作 - 小林久三『歪んだ星座』
- 脚本 - 茶田才
- 監督 - 村山三男
- 音楽 - 津島利章
- プロデューサー - 江夏浩一、吉津正
- 制作 - テレビ朝日、松竹